# 打古镇
打古镇，是中华人民共和国四川省泸州市纳溪区下辖的一个乡镇级行政单位。

## 行政区划
打古镇下辖以下地区：
打古社区、丹桂村、独树村、紫微村、黄桷村、双桂村、古纯村、会龙村、普照村、云回村、银马村、徐家村、杜家村、龙古村、白云村、新阳村、松林村和兴莲村。